# Petrobangla
Petrobangla (Bangladesh Oil, Gas & Mineral Corporation) — национальная нефтегазовая компания Бангладеш. Осуществляет добычу, транспортировку и продажу природного газа и других минеральных ресурсов.

## История
Интенсивные поиски нефти и газа международными компаниями на территории Бангладеш начались в 1948 году, но значительных успехов удалось достичь только пакистанскому филиалу Royal Dutch Shell, в 1955 году им было открыто 5 значительных месторождений природного газа. В августе 1975 года они за 4,5 млн фунтов стерлингов были выкуплены правительством страны и переданы Petrobangla.
Корпорация Бангладеш по добыче нефти, газа и минерального сырья (Petrobangla) была учреждена в 1972 году, в 1974 году добыча минеральных ресурсов была отделена в самостоятельную компанию. В 1976 году импорт и переработка нефти также были отделены в Bangladesh Petroleum Corporation. В 1985 году добыча минерального сырья была возвращена в подчинение Petrobangla. В 2005 году компанией была начата добыча угля, а в 2007 году — гранита. С 2012 года к разведке новых месторождений природного газа привлекался российский «Газпром».
После 2000 года Бангладеш сумела достичь значительного экономического роста, но перед страной остро встал вопрос нехватки собственных энергоресурсов — полная зависимость от импорта нефти и нефтепродуктов и истощение запасов природного газа.

## Деятельность
Доказанные запасы природного газа составляют 157 млрд м³. За 2020 год было добыто 25 млрд м³ природного газа и 3,83 млн баррелей газового конденсата. Также компания ведёт добычу угля (800 тыс. тонн в год) и гранита (825 тыс. тонн в год). Нехватка собственных энергоресурсов покрывается импортом сжиженного газа, долгосрочные контракты на поставку были заключены с катарской компанией RasGas и оманской OQ.

## Дочерние компании
Основные дочерние компании на 2020 год:
- Bangladesh Petroleum Exploration and Production Company Limited (BAPEX, основав в 1989 году, геологоразведка и добыча)
- Bangladesh Gas Fields Company Limited (основана в 1956 году, добыча газа)
- Sylhet Gas Fields Limited (основана в 1982 году, добыча газа)
- Gas Transmission Company Limited (основана в 1993 году, газотранспортные сети)
- Titas Gas Transmission and Distribution Company Limited (основана в 1964 году, транспортировка газа от месторождения Титас)
- Bakhrabad Gas Distribution Company Limited (основана в 1980 году, добыча и транспортировка газа)
- Jalalabad Gas Transmission and Distribution System Limited (основана в 1986 году, транспортировка газа)
- Pashchimanchal Gas Company Limited (основана в 2000 году, транспортировка и распределение газа)
- Karnaphuli Gas Distribution Company Limited (основана в 2010 году, распределение газа)
- Sundarban Gas Company Limited (основана в 2009 году, транспортировка и распределение газа)
- Rupantarita Prakritik Gas Company Limited (основана в 1987 году, производство сжиженного газа)
- Barapukuria Coal Mining Company Limited (основана в 1998 году, добыча угля)
- Maddhapara Granite Mining Company Limited (основана в 1998 году, добыча гранита)